# 普魯士的奧古斯特·威廉王子 (1722年—1758年)
奧古斯特·威廉（德語：August Wilhelm，1722年8月9日—1758年6月12日），普魯士王子，腓特烈·威廉一世与王后索菲亞·多蘿西婭的第五子，在腓特烈·威廉一世存活下来的四个儿子中排行老二。他的哥哥是著名的腓特烈二世（即腓特烈大帝），著名将军海因里希亲王是他的弟弟。
奧古斯特·威廉曾在西里西亞戰爭中任上将。由于哥哥腓特烈二世没有子嗣，奧古斯特·威廉成了普魯士王位的继承人。腓特烈二世去世后，奧古斯特·威廉的长子继承了普魯士王位，即腓特烈·威廉二世。

## 婚姻与子女
奧古斯特·威廉于1742年1月6日在柏林迎娶了不伦瑞克-沃尔芬比特尔公爵斐迪南·阿尔布雷希特二世的女儿路易絲·阿瑪莉埃（1722年—1780年），兩人共有三子一女：
- 长子腓特烈·威廉（Friedrich Wilhelm，1744年9月25日—1797年11月16日），普鲁士国王。
- 次子腓特烈·海因里希·卡尔（Friedrich Heinrich Karl，1747年12月30日—1767年5月26日），早逝。
- 长女弗蕾德里克·索菲·威廉明妮（Friederike Sophie Wilhelmine，1751年8月7日—1820年6月9日），1767年与联省共和国执政、奥兰治亲王威廉五世结婚，她是荷兰第一任国王威廉一世的母亲。
- 三子格奥尔格·卡尔·埃米尔（Georg Karl Emil，1758年10月30日—1759年2月15日），夭折。